# 駕照 (歌曲)
〈駕照〉是美国創作歌手奧莉維亞·羅德里戈的首張單曲，出自她首張錄音室專輯《SOUR》，於2021年1月8日經由新视镜唱片及格芬唱片作為專輯主打曲發行。〈駕照〉是一首氛圍型強力謠曲，曲風融入了睡房流行、独立流行和強力流行，詳細描寫羅德里戈在分手後所經歷的「多方面」情緒。歌曲以簡約的鋼琴聲為主軸，並加入了大鼓、和聲、切分音掌聲和夢幻的橋接段。
歌曲空降美國《告示牌》百大單曲榜冠軍位置，並保持相同名次8週，使羅德里戈成為有史以來最年輕登頂的歌手。它也在比利时、丹麦、芬兰、以色列、马来西亚、葡萄牙和新加坡的音樂排行榜排名第一，並在澳大利亚、加拿大、爱尔兰、新西兰和英国蟬聯數週冠軍。另外，它亦打入巴西、法國、德國、義大利、西班牙等國前十名。截至2021年8月，這首歌在Spotify上的串流播放量已超過10億。這首歌被認為開啟了羅德里戈的音樂生涯。

## 製作與背景
〈駕照〉由丹·尼格罗創作，奧莉維亞·羅德里戈演唱，時長4分2秒。這首歌充滿著焦慮，傳達羅德里戈分手後開車經過郊區時想起前男友的心痛。

## 销售认证
| 地區                                 | 认证         | 认证单位/销量 |
| ------------------------------------ | ------------ | ------------- |
| 澳大利亚（澳大利亚唱片业协会）       | 8× 白金      | 560,000‡      |
| 奥地利（國際唱片業協會奧地利分會）   | 白金         | 30,000‡       |
| 比利时（比利時唱片音樂協會）         | 白金         | 20,000‡       |
| 巴西（巴西唱片業協會）               | 3× 钻石      | 480,000‡      |
| 加拿大（加拿大音乐协会）             | 9× 白金      | 720,000‡      |
| 丹麦（國際唱片業協會丹麥分會）       | 2× 白金      | 180,000‡      |
| 法国（法國唱片出版業公會）           | 钻石         | 333,333‡      |
| 德国（聯邦音樂產業協會）             | 白金         | 400,000‡      |
| 爱尔兰                               | —            | 111,000       |
| 意大利（意大利音乐产业联盟）         | 白金         | 70,000‡       |
| 墨西哥（墨西哥音像製品協會）         | 钻石+4× 白金 | 1,260,000‡    |
| 新西兰（新西兰唱片音乐协会）         | 2× 白金      | 60,000‡       |
| 挪威（國際唱片業協會挪威分会）       | 3× 白金      | 180,000‡      |
| 波兰（波蘭音像製造商協會）           | 3× 白金      | 150,000‡      |
| 葡萄牙（葡萄牙唱片業協會）           | 4× 白金      | 40,000‡       |
| 西班牙（西班牙音樂製作協會）         | 3× 白金      | 180,000‡      |
| 瑞士（國際唱片業協會瑞士分会）       | 白金         | 20,000‡       |
| 英国（英国唱片业协会）               | 3× 白金      | 1,800,000‡    |
| 美国（美國唱片業協會）               | 6× 白金      | 6,000,000‡    |
| 流媒体                               |              |               |
| 希腊（國際唱片業協會希臘分會）       | 白金         | 2,000,000†    |
| 瑞典（瑞典唱片業協會）               | 2× 白金      | 16,000,000†   |
| ‡僅含認證的+實際銷量 †僅含認證的銷量 |              |               |